# À l'aube des ténèbres
À l'aube des ténèbres (titre original : Gather, Darkness!) est un roman de science-fiction de l'écrivain américain Fritz Leiber, d'abord publié aux États-Unis dans la revue Astounding stories en mai et juin 1943, puis au format livre en 1950.
En France, le roman est traduit par Janine Hérisson en 1958.

## Résumé
À la fin de l’« Âge d’or », des scientifiques ont eu l’idée d’inventer une nouvelle religion afin de prévenir un retour à la barbarie. Au XXIVe siècle, désormais soutenue par des miracles scientifiquement programmés, la foi est devenue un nouvel opium du peuple, garant de l'ordre et de la raison. La « Hiérarchie », organisation pyramidale censément représentante du « Grand Dieu » sur Terre, est en réalité un régime théocratique et fascisant.
Face à cet impitoyable ordre moral, où les masses sont plongées dans un nouveau Moyen Âge, les nouveaux adorateurs de Satan (appelé Sathanas dans le récit) luttent pour la liberté, en usant de subterfuges scientifiques équivalents à ceux des prêtres.
L'ouvrage met en scène tout un imaginaire religieux revu sous un angle science-fictionnel : anges à réaction, démons holographiques, familiers clonés à partir de leur « maître » sorcier, gigantesque robot à l'image de Dieu, etc. Par ailleurs, on y trouve ce qui est sans doute le premier combat au sabre laser à avoir été décrit.

## Éditions françaises
- Traduit par Janine Hérisson, Gallimard, coll. le Rayon fantastique, 253 p., octobre 1958.
- Réédité chez J'ai lu, coll. Science-Fiction no 694, en 1976